# Ewa Pajor
Ewa Pajor (* 3. Dezember 1996 in Uniejów) ist eine polnische Fußballspielerin. Sie spielt für den FC Barcelona und die A-Nationalmannschaft.

## Karriere

### Vereine
Pajor begann ihre Karriere in Wielenin beim ortsansässigen Orlęta Wielenin im Landkreis Uniejów. Zur Saison 2011/12 wurde sie vom Erstligisten KKPK Medyk Konin verpflichtet, für den sie am 14. April 2012 (13. Spieltag) beim 3:0-Sieg im Heimspiel gegen AZS PWSZ Biała Podlaska debütierte und ihre ersten beiden Ligatore (zum 1:0 und 3:0) erzielte. Sie war zu diesem Zeitpunkt nicht nur die jüngste Spielerin in der Kobiety Ekstraliga, der höchsten polnischen Frauenfußballklasse, was nur mit einer Ausnahmegenehmigung des polnischen Verbandes möglich war, sondern auch die jüngste Torschützin. In der Folgesaison 2012/13 gewann sie mit Konin den polnischen Fußballpokal, wobei sie – zur Halbzeit eingewechselt – beide Tore beim 2:1-Sieg im Finale gegen RTP Unia Racibórz erzielte. Ein Jahr später gewann Pajor mit Konin das Double; in der UEFA Women’s Champions League schied sie mit dem Verein im Sechzehntelfinale trotz eines 2:0-Sieges im Hinspiel gegen den schottischen Vertreter Glasgow City LFC aus dem Wettbewerb aus. Am 5. März 2015 verkündete Pajor ihren Wechsel zum VfL Wolfsburg, welcher am 26. Juni 2015 in Kraft trat. Nach einem operativen Eingriff im linken Knie am 10. September 2020 fiel Pajor monatelang aus.
Zur Saison 2024/25 wurde sie vom spanischen Erstligisten FC Barcelona verpflichtet und mit einem bis zum 30. Juni 2027 datierten Vertrag an den Verein gebunden.
2024 wurde sie für den Ballon d’Or féminin nominiert.

### Nationalmannschaft
Pajor gehörte den polnischen Juniorinnennationalmannschaften in den Altersstufen U17 und U19 an. Mit erstgenannter gewann sie die U17-Europameisterschaft 2013 und wurde als beste Spielerin des Turniers (Golden Player) geehrt.
Am 25. Oktober 2013 debütierte sie in der A-Nationalmannschaft – mit Einwechslung für Patrycja Wiśniewska in der 58. Minute – die der Nationalmannschaft Frankreichs in Beauvais mit 0:6 unterlegen war. Ihr erstes Länderspieltor erzielte sie am 8. Mai 2014 in Toftir im WM-Qualifikationsspiel gegen die Färöische Nationalmannschaft mit dem Treffer zum 3:0-Endstand in der 90. Minute.
Sie nahm an dem vom 4. bis 11. März 2015 in Kroatien ausgetragenen Wettbewerb um den Istrien-Cup teil, den sie mit ihrer Mannschaft mit 2:0 gegen die Auswahl der Slowakei gewann.

## Erfolge
- Deutscher Meister: 2017, 2018, 2019, 2020, 2022
- DFB-Pokalsieger: 2016, 2017, 2018, 2019, 2020, 2021, 2022, 2023, 2024
- Torschützenkönigin Bundesliga: 2019, 2024
- Istrien-Cup-Sieger: 2015
- U17-Europameister: 2013
- Polnischer Meister: 2014
- Polnischer Pokalsieger: 2013, 2014
- Torschützenkönigin der Champions League 2023